# Gabriele Oriali
Gabriele Oriali, detto Lele (Como, 25 novembre 1952), è un dirigente sportivo ed ex calciatore italiano, di ruolo centrocampista o difensore. Con la nazionale italiana si è laureato campione del mondo nel 1982.
Nel 2019 è stato inserito nella Hall of Fame del calcio italiano nella categoria Veterano italiano.

## Biografia
Da ragazzo Oriali, per guadagnare qualche lira, faceva il garzone in un negozio di barbiere. Sposato con Delia, ha quattro figlie: Veronica, Valentina, Francesca e Federica.

## Caratteristiche tecniche
Formatosi come terzino destro, si affermò poi come mediano dal rendimento costante. Seppur dotato di senso del gol e qualità tecniche non disprezzabili, ha dato il meglio di sé come gregario tenace e grintoso; in tal senso viene citato nella canzone Una vita da mediano del cantautore Luciano Ligabue, tifoso dell'Inter, quale esempio di abnegazione e spirito di sacrificio. È stato soprannominato Piper da Gianni Brera.
Secondo un parere dello stesso Oriali, il calciatore moderno che più gli assomiglia è Daniele De Rossi.

## Carriera

### Giocatore

#### Club
Iniziò a giocare a calcio nel Cusano Milanino nel ruolo di terzino destro mentre il compagno Aldo Maldera era terzino sinistro. Da bambino era di fede juventina per via del padre che lo portava a vedere la squadra di Castano, Salvadore e Menichelli, quest'ultimo suo personale idolo. Ma all'età di tredici anni, per 100 000 lire, passò all'Inter.
Mediano, esordì diciottenne nella stagione dello scudetto 1970-71 con Invernizzi allenatore. Fu un punto di riferimento della squadra nerazzurra per tutti gli anni 1970. In squadra i suoi migliori amici furono Ivano Bordon ed Evaristo Beccalossi. In nerazzurro vinse 2 scudetti (1970-71 e 1979-80) e 2 Coppe Italia (1977-78 e 1981-82).
Un anno dopo aver vinto il titolo mondiale con la nazionale italiana, nel 1983 passò alla Fiorentina. Nel 1987 si ritirò dopo 392 gare disputate in massima serie e 43 gol segnati, di cui 6 nel derby di Milano.

#### Nazionale

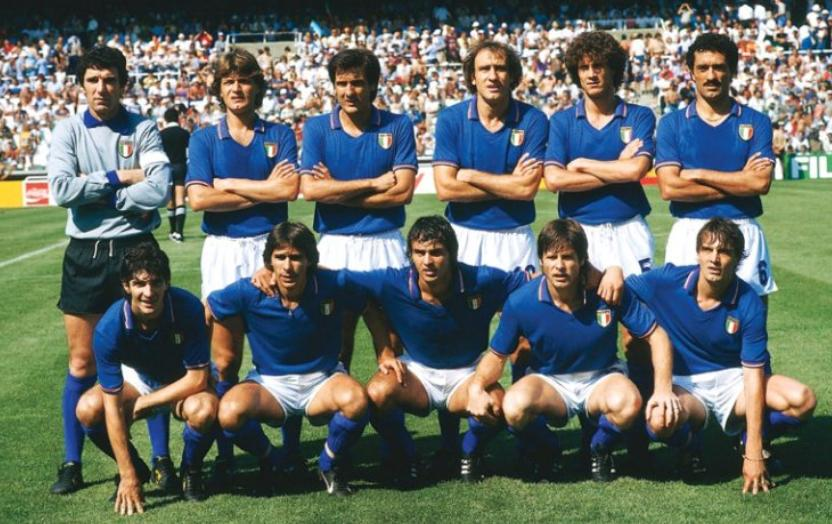
Oriali (accosciato, secondo da destra) nella formazione dell'Italia campione del mondo a Spagna '82

Fu convocato per la prima volta in azzurro il 21 dicembre 1978 nell'amichevole contro la Spagna, guadagnandosi presto un posto da titolare. Partecipò al campionato d'Europa 1980 nel quale l'Italia si classificò quarta dopo la finale con la Cecoslovacchia conclusasi ai rigori. Prese poi parte al campionato del mondo 1982, dove fu uno dei titolari e protagonisti fino alla vittoria finale dell'Italia.

### Dirigente
Una volta conclusa la carriera agonistica ha intrapreso quella dirigenziale, iniziando come direttore generale della Solbiatese del presidente Caravatti. Sotto il suo mandato, la squadra varesina è passata dai Dilettanti alla C2. Nel 1994 diventa direttore generale del Bologna, dove porta Nervo, Antonioli e Paramatti, future bandiere della squadra rossoblù. Con i felsinei ha conquistato due promozioni: una dalla C1 alla B nel 1995, e una dalla B alla A nel 1996. Nel 1997 ha inoltre acquistato Roberto Baggio, temporaneamente ai margini del calcio italiano, che proprio a Bologna tornerà ad alti livelli. L'8 giugno 1998 si dimette.
L'11 giugno passa al Parma come responsabile dell'area tecnica e sportiva, portandovi Verón e Balbo. Durante la sua permanenza in gialloblù, nella stagione 1998-1999 la squadra vince la Coppa UEFA e la Coppa Italia, e raggiunge la qualificazione ai preliminari di UEFA Champions League 1999-2000. Il 1º maggio 1999 si dimette.
Il successivo 4 giugno torna all'Inter. In nerazzurro lavora per i successivi undici anni come responsabile dell'area tecnica, consulente di mercato e intermediario tra squadra e dirigenza, aiutando Giacinto Facchetti, il presidente Massimo Moratti e il direttore tecnico Giuliano Terraneo prima (1999-2003) e Marco Branca poi (2003-2010) a portare a Milano giocatori quali Vieri, Figo, Vieira, Ibrahimović, Eto'o e Milito.

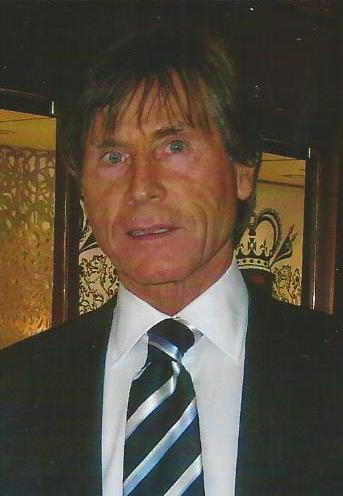
Oriali nel 2011

Dal 2008 al 2010 inoltre, con il portoghese José Mourinho allenatore della squadra (con cui Oriali instaura un ottimo rapporto anche fuori dal campo), si è seduto in panchina come dirigente accompagnatore, ruolo che gli costa varie squalifiche e inibizioni. Il 20 luglio 2010 annuncia il divorzio dalla società nerazzurra a causa di sopraggiunti dissapori con la dirigenza: in seguito Oriali ha accusato l'ex collega di lavoro Branca di avere indotto il presidente interista Moratti a cacciarlo, criticandolo pubblicamente e causando un botta e risposta al riguardo, nel quale è intervenuto anche Moratti in difesa di quest'ultimo. Con il club meneghino Oriali, dal 1999 al 2010, ha vinto 5 scudetti (2005-2006, 2006-2007, 2007-2008, 2008-2009, 2009-2010), 3 coppe Italia (2004-2005, 2005-2006, 2009-2010), 3 Supercoppe italiane (2005, 2006, 2008) e 1 Champions League (2009-2010).
Il 25 agosto 2014 il presidente della FIGC, Carlo Tavecchio, nomina Oriali team manager della nazionale A, al posto di Gigi Riva, dimessosi nel corso del 2013. Dopo aver affiancato Antonio Conte al campionato d'Europa 2016, viene confermato anche dalle successive gestioni tecniche di Gian Piero Ventura e Roberto Mancini, ritrovandosi con quest'ultimo dopo i comuni trascorsi all'Inter dal 2004 al 2008, e con cui partecipa nell'estate 2021 alla vittoriosa spedizione azzurra al campionato d'Europa 2020 (posticipato per la pandemia di COVID-19); come accompagnatore segue inoltre l'Under-21 di Luigi Di Biagio all'europeo 2017 in Polonia.
Dal 1º luglio 2019 fa ritorno all'Inter nel ruolo di first team technical manager, collaborando nuovamente con Conte; ciò mantenendo contestualmente l'incarico di team manager della nazionale. Durante il suo secondo mandato dirigenziale in nerazzurro partecipa al successo nel campionato italiano 2020-2021; tuttavia l'esperienza si conclude bruscamente il 20 agosto 2021 quando la proprietà lo solleva dall'incarico.
Il 29 agosto 2023, con la riorganizzazione dello staff della nazionale maggiore per l'arrivo del nuovo commissario tecnico Luciano Spalletti, dopo nove anni chiude la sua esperienza in azzurro.

#### Vicende giudiziarie
Oriali, insieme all'ex calciatore interista Álvaro Recoba, fu coinvolto nello scandalo dei passaporti falsi che colpì il calcio italiano nel 2001. La sentenza di primo grado emessa dalla Commissione disciplinare della Lega Calcio il 27 giugno 2001, e confermata successivamente anche dalla sentenza della Commissione di Appello Federale, inflisse a Oriali un anno di inibizione, a Recoba un anno di squalifica e alla società Inter un'ammenda di 2 miliardi di lire. Il 25 maggio 2006, nell'ambito della giustizia ordinaria, il Giudice per le indagini preliminari del Tribunale di Udine ha accolto la richiesta di patteggiamento di Recoba e Oriali, infliggendo con sentenza definitiva la pena di sei mesi di reclusione ciascuno, sostituita con una multa di 21 420 euro, per il reato di concorso in falso relativo alle procedure seguite per far diventare comunitario il giocatore, il quale non aveva antenati in Europa, e anche per il reato di ricettazione relativo alla patente di guida italiana ottenuta dallo stesso Recoba, che faceva parte di un gruppo di documenti rubati negli uffici della motorizzazione civile di Latina.
Nonostante le sentenze passate in giudicato, nel luglio 2011 in un'intervista rilasciata a la Repubblica, Franco Baldini, direttore sportivo della Roma dal 1999 al 2005, discolpò Oriali dalle responsabilità imputategli, dichiarando che era stato lui a consigliare all'ex mediano nerazzurro di rivolgersi a una delle persone successivamente coinvolte nello scandalo. Dopo le parole di Baldini, in un primo momento Oriali non aveva escluso la possibilità di chiedere la revisione del processo, salvo poi rinunciare a tale intendimento.

### Dopo il ritiro
Dalla stagione 2011-2012 è opinionista di Serie A Live su Premium Calcio. Nel 2012-2013, sempre sullo stesso canale, è opinionista in studio dell'Europa League insieme a Cristiano Lucarelli e Mino Taveri.

## Statistiche

### Presenze e reti nei club
| Stagione          | Squadra           | Campionato        | Campionato | Campionato | Coppe nazionali | Coppe nazionali | Coppe nazionali | Coppe continentali | Coppe continentali | Coppe continentali | Altre coppe | Altre coppe | Altre coppe | Totale | Totale |
| Stagione          | Squadra           | Comp              | Pres       | Reti       | Comp            | Pres            | Reti            | Comp               | Pres               | Reti               | Comp        | Pres        | Reti        | Pres   | Reti   |
| ----------------- | ----------------- | ----------------- | ---------- | ---------- | --------------- | --------------- | --------------- | ------------------ | ------------------ | ------------------ | ----------- | ----------- | ----------- | ------ | ------ |
| 1970-1971         | Inter             | A                 | 2          | 0          | CI              | 0               | 0               | CdF                | 0                  | 0                  | CAI+TP      | 3+3         | 1+0         | 8      | 1      |
| 1971-1972         | Inter             | A                 | 20         | 0          | CI              | 0               | 0               | CC                 | 8                  | 0                  | -           | -           | -           | 28     | 0      |
| 1972-1973         | Inter             | A                 | 22         | 2          | CI              | 4               | 0               | CU                 | 4                  | 0                  | -           | -           | -           | 30     | 2      |
| 1973-1974         | Inter             | A                 | 18         | 2          | CI              | 5               | 0               | CU                 | 2                  | 0                  | -           | -           | -           | 25     | 2      |
| 1974-1975         | Inter             | A                 | 17         | 0          | CI              | 4               | 0               | CU                 | 4                  | 1                  | -           | -           | -           | 25     | 2      |
| 1975-1976         | Inter             | A                 | 23         | 2          | CI              | 9               | 2               | -                  | -                  | -                  | -           | -           | -           | 32     | 4      |
| 1976-1977         | Inter             | A                 | 25         | 2          | CI              | 9               | 2               | CU                 | 2                  | 0                  | -           | -           | -           | 36     | 4      |
| 1977-1978         | Inter             | A                 | 26         | 4          | CI              | 7               | 1               | CU                 | 2                  | 0                  | -           | -           | -           | 35     | 5      |
| 1978-1979         | Inter             | A                 | 28         | 4          | CI              | 2               | 0               | CU                 | 6                  | 0                  | -           | -           | -           | 36     | 4      |
| 1979-1980         | Inter             | A                 | 25         | 6          | CI              | 4               | 1               | CU                 | 4                  | 0                  | -           | -           | -           | 33     | 7      |
| 1980-1981         | Inter             | A                 | 18         | 4          | CI              | 4               | 0               | CC                 | 4                  | 0                  | TdC         | 0           | 0           | 26     | 4      |
| 1981-1982         | Inter             | A                 | 28         | 5          | CI              | 9               | 1               | CU                 | 3                  | 0                  | -           | -           | -           | 40     | 6      |
| 1982-1983         | Inter             | A                 | 25         | 2          | CI              | 9               | 1               | CU                 | 6                  | 1                  | -           | -           | -           | 40     | 4      |
| Totale Inter      | Totale Inter      | Totale Inter      | 277        | 33         |                 | 70              | 8               |                    | 45                 | 2                  |             | 6           | 1           | 398    | 44     |
| 1983-1984         | Fiorentina        | A                 | 29         | 5          | CI              | 7               | 2               | -                  | -                  | -                  | -           | -           | -           | 36     | 7      |
| 1984-1985         | Fiorentina        | A                 | 26         | 1          | CI              | 9               | 2               | CU                 | 4                  | 0                  | -           | -           | -           | 39     | 3      |
| 1985-1986         | Fiorentina        | A                 | 25         | 0          | CI              | 7               | 1               | -                  | -                  | -                  | -           | -           | -           | 32     | 1      |
| 1986-1987         | Fiorentina        | A                 | 25         | 1          | CI              | 5               | 0               | CU                 | 2                  | 0                  | -           | -           | -           | 32     | 1      |
| Totale Fiorentina | Totale Fiorentina | Totale Fiorentina | 105        | 7          |                 | 28              | 5               |                    | 6                  | 0                  |             | -           | -           | 139    | 12     |
| Totale carriera   | Totale carriera   | Totale carriera   | 382        | 40         |                 | 98              | 13              |                    | 51                 | 2                  |             | 6           | 1           | 537    | 56     |

### Cronologia presenze e reti in nazionale
| Cronologia completa delle presenze e delle reti in nazionale ― Italia | Cronologia completa delle presenze e delle reti in nazionale ― Italia | Cronologia completa delle presenze e delle reti in nazionale ― Italia | Cronologia completa delle presenze e delle reti in nazionale ― Italia | Cronologia completa delle presenze e delle reti in nazionale ― Italia | Cronologia completa delle presenze e delle reti in nazionale ― Italia | Cronologia completa delle presenze e delle reti in nazionale ― Italia | Cronologia completa delle presenze e delle reti in nazionale ― Italia |
| Data                                                                  | Città                                                                 | In casa                                                               | Risultato                                                             | Ospiti                                                                | Competizione                                                          | Reti                                                                  | Note                                                                  |
| --------------------------------------------------------------------- | --------------------------------------------------------------------- | --------------------------------------------------------------------- | --------------------------------------------------------------------- | --------------------------------------------------------------------- | --------------------------------------------------------------------- | --------------------------------------------------------------------- | --------------------------------------------------------------------- |
| 21-12-1978                                                            | Roma                                                                  | Italia                                                                | 1 – 0                                                                 | Spagna                                                                | Amichevole                                                            | -                                                                     |                                                                       |
| 24-2-1979                                                             | Milano                                                                | Italia                                                                | 3 – 0                                                                 | Paesi Bassi                                                           | Amichevole                                                            | -                                                                     |                                                                       |
| 26-5-1979                                                             | Roma                                                                  | Italia                                                                | 2 – 2                                                                 | Argentina                                                             | Amichevole                                                            | -                                                                     |                                                                       |
| 13-6-1979                                                             | Zagabria                                                              | Jugoslavia                                                            | 4 – 1                                                                 | Italia                                                                | Amichevole                                                            | -                                                                     |                                                                       |
| 26-9-1979                                                             | Firenze                                                               | Italia                                                                | 1 – 0                                                                 | Svezia                                                                | Amichevole                                                            | 1                                                                     |                                                                       |
| 17-11-1979                                                            | Udine                                                                 | Italia                                                                | 2 – 0                                                                 | Svizzera                                                              | Amichevole                                                            | -                                                                     |                                                                       |
| 16-2-1980                                                             | Napoli                                                                | Italia                                                                | 2 – 1                                                                 | Romania                                                               | Amichevole                                                            | -                                                                     | 79’                                                                   |
| 15-3-1980                                                             | Milano                                                                | Italia                                                                | 1 – 0                                                                 | Uruguay                                                               | Amichevole                                                            | -                                                                     |                                                                       |
| 19-4-1980                                                             | Torino                                                                | Italia                                                                | 2 – 2                                                                 | Polonia                                                               | Amichevole                                                            | -                                                                     | 46’                                                                   |
| 12-6-1980                                                             | Milano                                                                | Italia                                                                | 0 – 0                                                                 | Spagna                                                                | Euro 1980 - 1º turno                                                  | -                                                                     |                                                                       |
| 15-6-1980                                                             | Torino                                                                | Italia                                                                | 1 – 0                                                                 | Inghilterra                                                           | Euro 1980 - 1º turno                                                  | -                                                                     |                                                                       |
| 18-6-1980                                                             | Roma                                                                  | Italia                                                                | 0 – 0                                                                 | Belgio                                                                | Euro 1980 - 1º turno                                                  | -                                                                     | 46’                                                                   |
| 11-10-1980                                                            | Lussemburgo                                                           | Lussemburgo                                                           | 0 – 2                                                                 | Italia                                                                | Qual. Mondiali 1982                                                   | -                                                                     |                                                                       |
| 6-12-1980                                                             | Atene                                                                 | Grecia                                                                | 0 – 2                                                                 | Italia                                                                | Qual. Mondiali 1982                                                   | -                                                                     | 86’                                                                   |
| 3-1-1981                                                              | Montevideo                                                            | Uruguay                                                               | 2 – 0                                                                 | Italia                                                                | Mundialito - 1º turno                                                 | -                                                                     |                                                                       |
| 17-10-1981                                                            | Belgrado                                                              | Jugoslavia                                                            | 1 – 1                                                                 | Italia                                                                | Qual. Mondiali 1982                                                   | -                                                                     | 62’                                                                   |
| 14-11-1981                                                            | Torino                                                                | Italia                                                                | 1 – 1                                                                 | Grecia                                                                | Qual. Mondiali 1982                                                   | -                                                                     | 66’                                                                   |
| 5-12-1981                                                             | Napoli                                                                | Italia                                                                | 1 – 0                                                                 | Lussemburgo                                                           | Qual. Mondiali 1982                                                   | -                                                                     |                                                                       |
| 23-2-1982                                                             | Parigi                                                                | Francia                                                               | 2 – 0                                                                 | Italia                                                                | Amichevole                                                            | -                                                                     |                                                                       |
| 28-5-1982                                                             | Ginevra                                                               | Svizzera                                                              | 1 – 1                                                                 | Italia                                                                | Amichevole                                                            | -                                                                     | 74’                                                                   |
| 23-6-1982                                                             | Vigo                                                                  | Italia                                                                | 1 – 1                                                                 | Camerun                                                               | Mondiali 1982 - 1º turno                                              | -                                                                     |                                                                       |
| 29-6-1982                                                             | Barcellona                                                            | Italia                                                                | 2 – 1                                                                 | Argentina                                                             | Mondiali 1982 - 2º turno                                              | -                                                                     | 75’                                                                   |
| 5-7-1982                                                              | Barcellona                                                            | Italia                                                                | 3 – 2                                                                 | Brasile                                                               | Mondiali 1982 - 2º turno                                              | -                                                                     |                                                                       |
| 8-7-1982                                                              | Barcellona                                                            | Italia                                                                | 2 – 0                                                                 | Polonia                                                               | Mondiali 1982 - Semifinale                                            | -                                                                     |                                                                       |
| 11-7-1982                                                             | Madrid                                                                | Italia                                                                | 3 – 1                                                                 | Germania Ovest                                                        | Mondiali 1982 - Finale                                                | -                                                                     | [ 35 ]                                                                |
| 4-12-1982                                                             | Firenze                                                               | Italia                                                                | 0 – 0                                                                 | Romania                                                               | Qual. Euro 1984                                                       | -                                                                     |                                                                       |
| 12-2-1983                                                             | Limassol                                                              | Cipro                                                                 | 1 – 1                                                                 | Italia                                                                | Qual. Euro 1984                                                       | -                                                                     | 46’                                                                   |
| 29-5-1983                                                             | Göteborg                                                              | Svezia                                                                | 2 – 0                                                                 | Italia                                                                | Qual. Euro 1984                                                       | -                                                                     |                                                                       |
| Totale                                                                |                                                                       | Presenze                                                              | 28                                                                    |                                                                       | Reti                                                                  | 1                                                                     |                                                                       |

## Palmarès

### Club

#### Competizioni giovanili
- Torneo di Viareggio: 1

Inter: 1971

#### Competizioni nazionali
- Campionato italiano: 2

Inter: 1970-1971, 1979-1980
- Coppa Italia: 2

Inter: 1977-1978, 1981-1982

### Nazionale
- Campionato mondiale: 1

Spagna 1982

### Individuale
- Inserito nella Hall of Fame del calcio italiano nella categoria Veterano italiano

2019
- Inserito tra le "Leggende del calcio" del Golden Foot

2021